# Egon Möller-Nielsen
Egon Möller-Nielsen (Kopenhagen, 9 mei 1915 - Stockholm, 27 september 1959) was een Deens-Zweedse architect en beeldhouwer.
Egon Möller-Nielsen werd geboren uit Agnes Mary Gunnild Topshøj en Niels Møller. Hij studeerde af in 1934 in Kopenhagen. Hij studeerde in de periode 1934-1937 op de beeldhouwkunst- en architectuurlijn de Kunstacademie in Kopenhagen. 
In 1940 vluchtte hij na de Duitse bezetting van Denemarken naar Zweden. Hij was in de laatste twee jaar van zijn leven, 1957 tot 1959, hoofdonderwijzer van de beeldhouwkunst aan Konstfackskolan in Stockholm. Hij werkte onder andere met de Finse architect Alvar Aalto.
Egon Möller-Nielsen staat bekend om zijn abstracte sculpturen in de surrealistische stijl, vooral voor de play sculpturen die hij in 1949 introduceerde in samenwerking met de stad Stockholm en de landschapsarchitect en stadshovenier Holger Blom. 

## Galleri

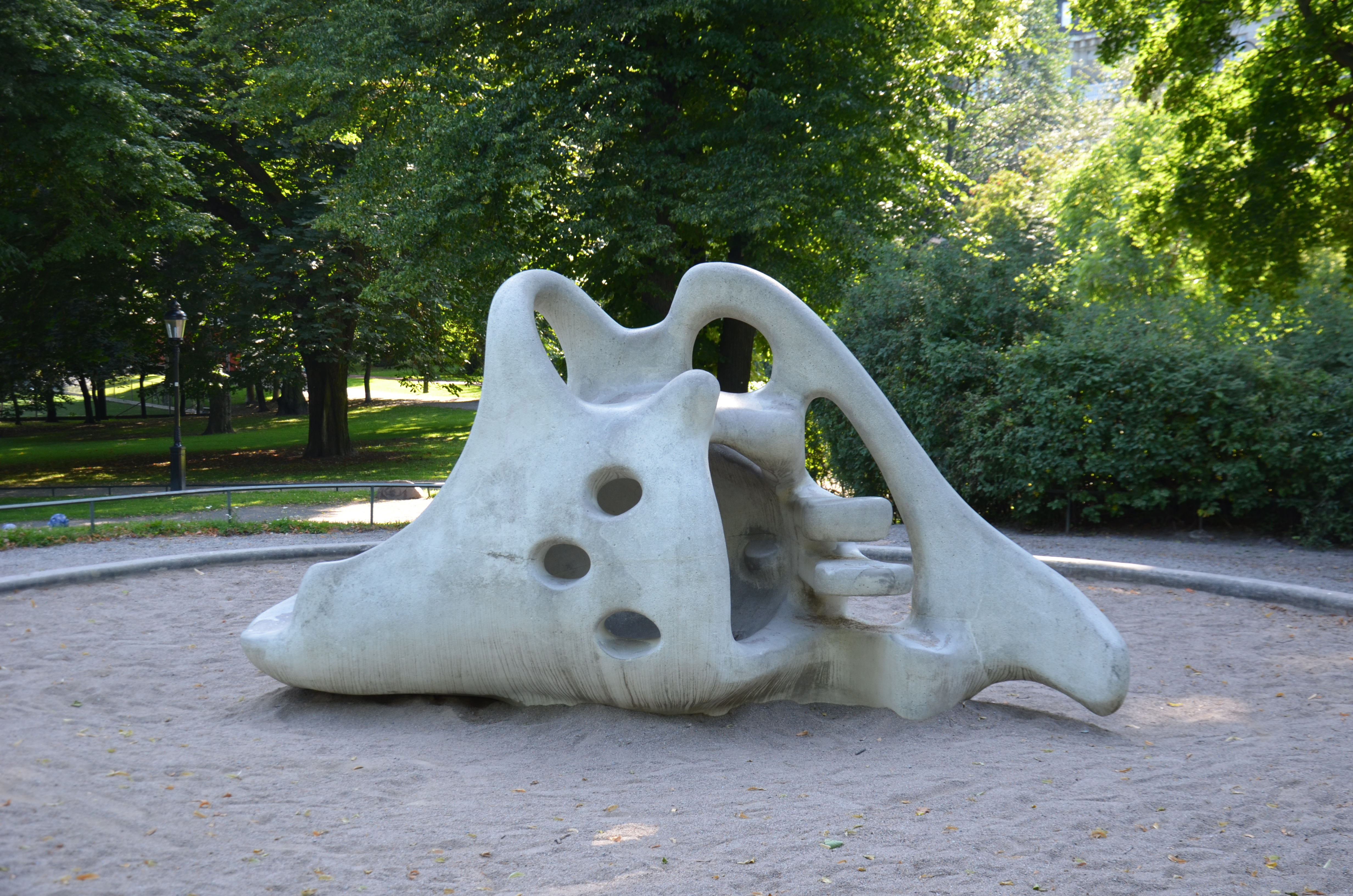
Tufsen 1949..
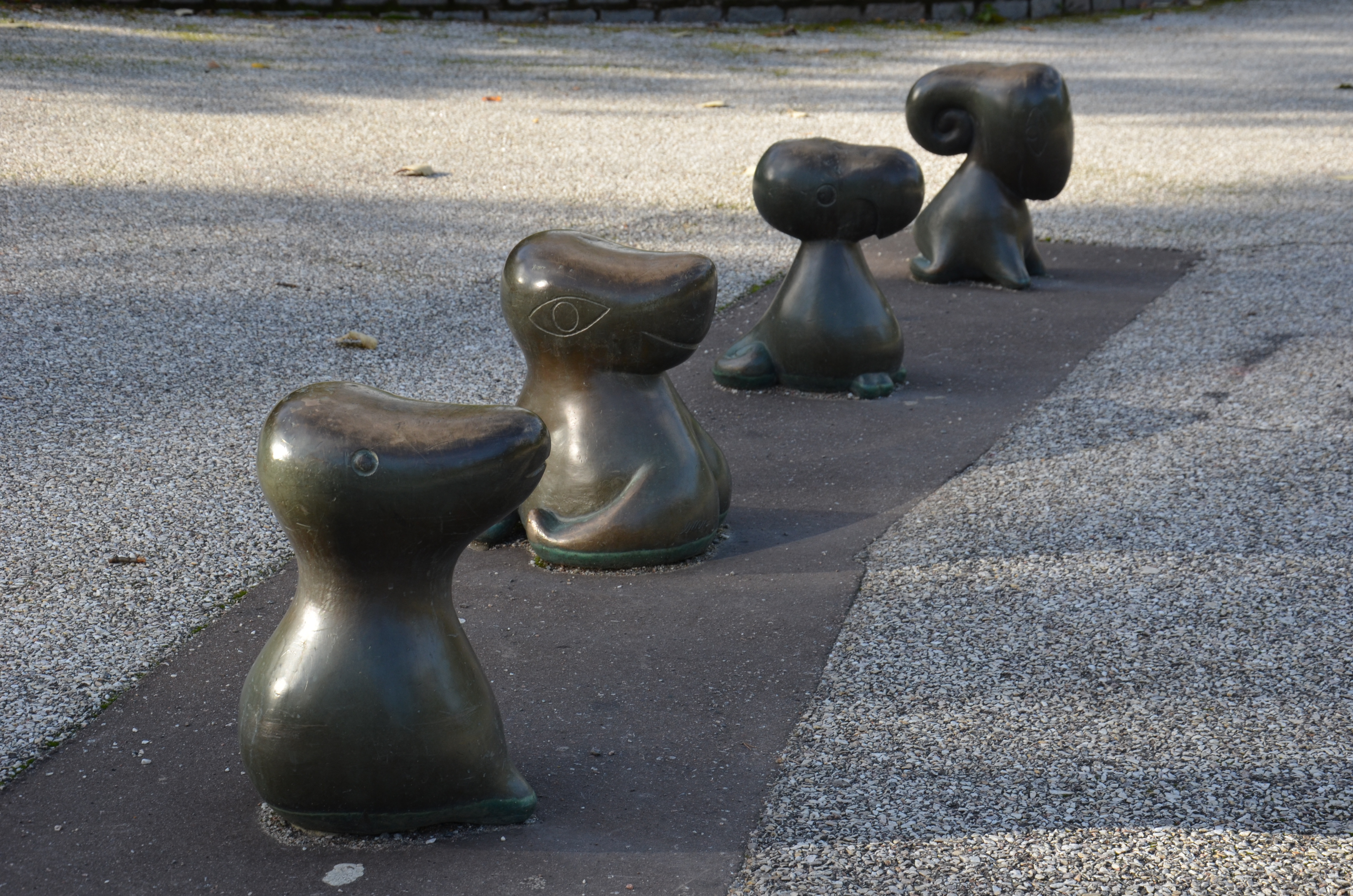
Domarring.
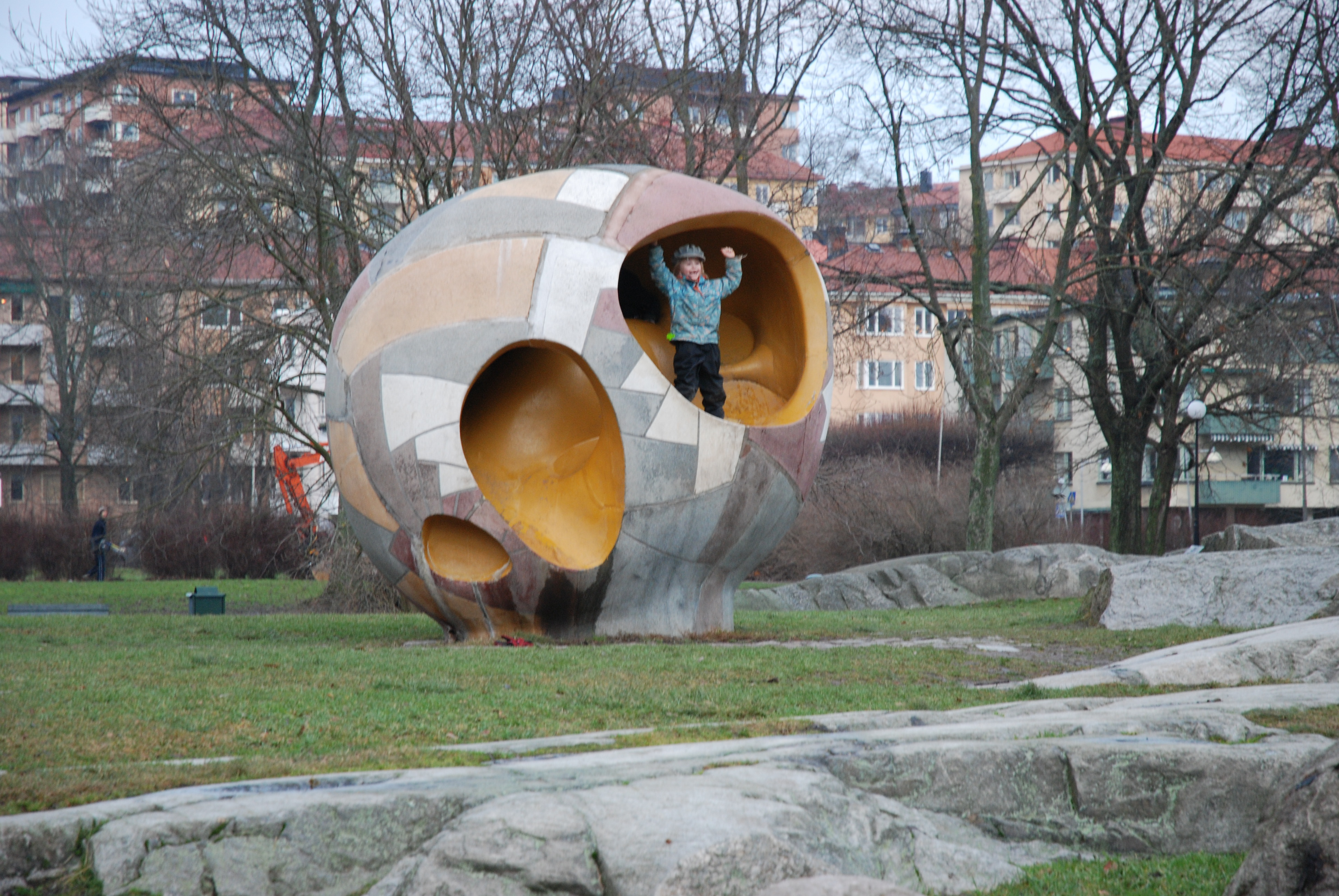
The Egg 1951.

## Kunstwerken
- Tufsen (1949), een kunstwerk uit marmer.
- Zonnewijzer (1950), op een school in Växjö
- Domarring (1951-57), een kunstwerk uit graniet in Stockholm

- Gemeinsame Normdatei: 1242940561
- International Standard Name Identifier: 0000 0000 7076 2861
- KulturNav: e3cde3fb-41cd-44dd-b47a-029cb5c6ab39
- LIBRIS: 78879
- Union List of Artist Names: 500194962
- Virtual International Authority File: 96694288
- WorldCat: E39PBJwtrDbw3Yt3j4BdqpDpfq